# Embuscade de Loughgall

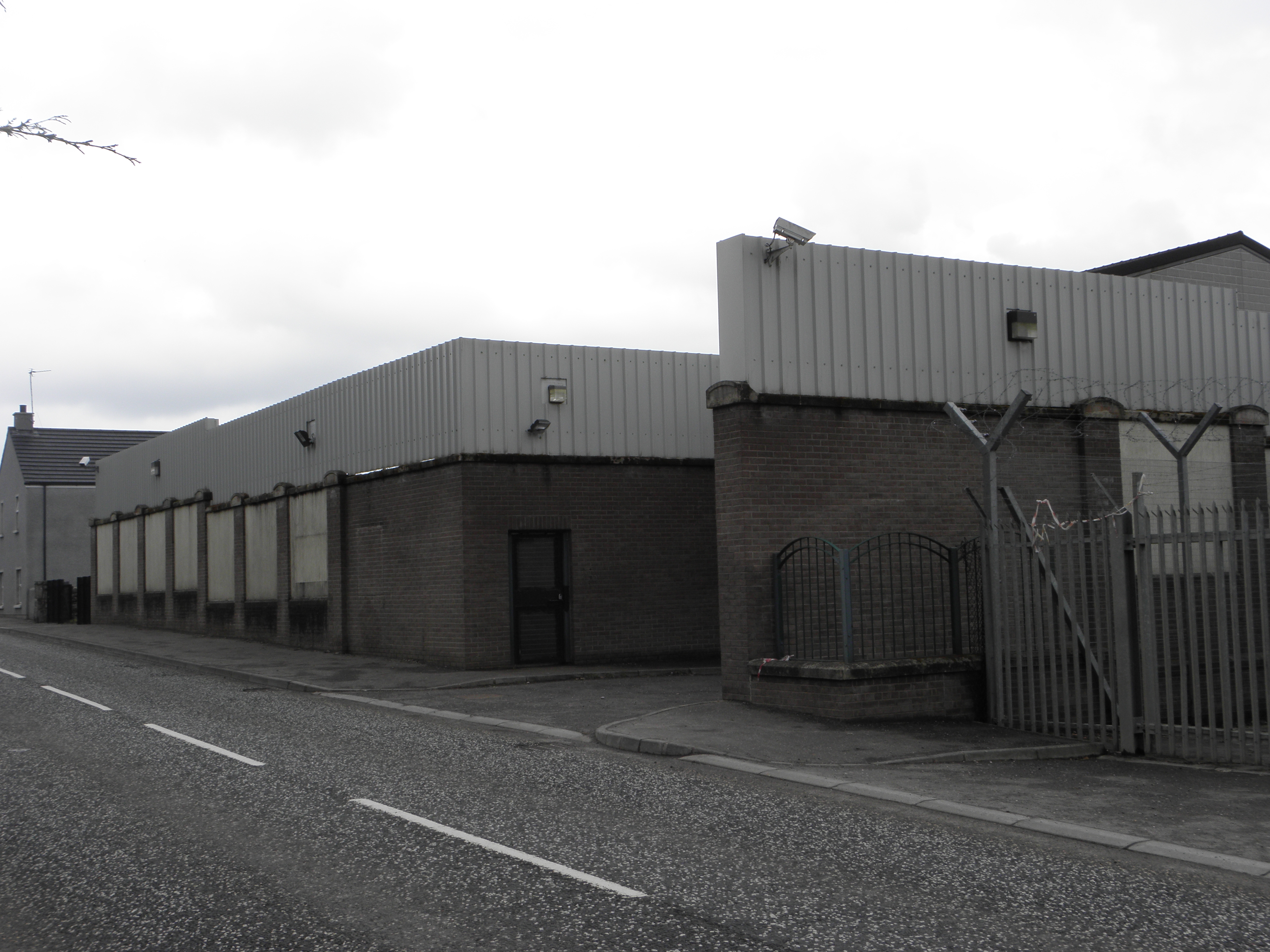
Ancien poste de police de Loughgall, maintenant fermé (2010)

L’embuscade de Loughgall, officiellement opération Judy, a eu lieu le 8 mai 1987 à Loughgall dans le comté d'Armagh, en Irlande du Nord.
Huit hommes d'une unité de l'Armée républicaine irlandaise provisoire (IRA provisoire) ont lancé une attaque sur la base de la police royale de l'Ulster du village. Trois membres de l'IRA provisoire ont fait entrer un tractopelle avec une bombe dans son godet à travers la clôture de la base, tandis que le reste de l'unité arrivait dans une camionnette et tirait sur le bâtiment.
Lorsque la bombe a explosé, l'unité de l'IRA provisoire s'est retrouvée prise en embuscade par 36 hommes du Special Air Service (SAS) de l'armée britannique. Cette embuscade était le fruit de renseignements sur l'attaque.
Les 8 membres de l'IRA provisoire — dont le chef de l’East Tyrone Brigade (en) Patrick Joseph Kelly (en) — ont été tués, ainsi qu'un civil. 3 soldats britanniques ont été blessés.
Il s'agit de plus grande perte de vies humaines de l'IRA provisoire en un seul incident pendant le conflit nord-irlandais.
La chanson des Pogues Streets of Sorrow/Birmingham Six (1988) fait allusion à cette embuscade.